# Кетчикан-Харбор (гидроаэропорт)
Гидроаэропорт Кетчикан-Харбор (англ. Ketchikan Harbor Seaplane Base), (ИАТА: WFB, FAA LID: 5KE) — гражданский гидроаэропорт, расположенный в городе Кетчикан (Аляска), США..
По данным статистики Федерального управления гражданской авиации США услугами аэропорта в 2005 году воспользовалось 24 513 человек (5365 пассажиров — регулярными рейсами и 24 513 пассажиров — остальными рейсами).

## Операционная деятельность
Гидроаэропорт Кетчикан-Харбор расположен на высоте уровня моря и эксплуатирует одну взлётно-посадочную полосу:
- NW/SE размерами 3048 х 457 метров, предназначенная для обслуживания гидросамолётов.

За период с 31 декабря 2005 по 31 декабря 2006 года Гидроаэропорт Кетчикан-Харбор обработал 10 450 операций по взлётам и посадкам самолётов (в среднем 28 операций в день). В данный период в аэропорту базировалось 28 самолётов.